# Paul Barbeau
Pour les articles homonymes, voir Barbeau.
Paul Barbeau est un scénariste, réalisateur et producteur de cinéma québécois né à Québec et demeurant à Montréal.

## Biographie
Né à Québec, Paul Barbeau grandit à Montréal.
Paul Barbeau a produit environ 700 clips pour des artistes internationaux (Céline Dion, Arcade Fire, Martha Wainwright, Daniel Lanois, Tragically Hip) avec la boite Nùfilms, qu'il a fondée avec trois autres associés en mai 2000. Après plusieurs nominations aux Victoires de la musique, MMVA's, JUNO, Félix et aux GRAMMY Awards, dans la catégorie meilleur clip de l'année, la boite fut contrainte d'arrêter la production en décembre 2009.
Cette fermeture, due surtout au repositionnement des labels majeurs par rapport au téléchargement illégal de musique sur l’Internet, l’amena à débuter l'écriture puis finalement à réaliser son premier long métrage, Après la neige,, dont la sortie est prévue en 2012.
En 2009, Barbeau fonde la boite de production "Les Enfants", une boite de production de messages publicitaires qui devient rapidement et demeure toujours un joueur important dans l'industrie publicitaire au Québec.
Mais la fiction étant son rêve premier, il enchaîna sous la bannière Reprise Films, la production de plusieurs longs métrages dont Demain, Jo pour Jonathan, (première mondiale à Locarno) et Roméo Onze,, réalisé par Ivan Grbovic (première mondiale Festival International de Karlovy Vary (KVIFF), où il reçoit la mention spéciale du jury œcuménique). Ensuite fut Avant que mon cœur bascule du réalisateur Sébastien Rose qui a fait sa première mondiale au Festival international du film de Rotterdam en janvier 2013 et Autrui de Micheline Lanctôt.
En 2018, il agit comme scénariste et réalisateur de son deuxième film, À nous l'éternité (We Have Forever) qui eut sa première internationale en compétition officielle de la 67e édition du Festival international du film de Mannheim-Heidelberg (IFFMH) en Allemagne. S'ensuit We Had It Coming , écrit et réalisé par Barbeau, mettant en vedette Natalie Krill. Le film fut présenté en section panarama  au Festival de Prague en Septembre 2020, la sortie en salle fut cancellé durant l'épidémie Covid.  
Dans les dernières années, Barbeau se concentre sur la production de longs métrages américains. Notamment, Pieces of a Woman mettant en vedette Vanessa Kirby, puis  Misanthrope (film)  avec Shailene Woodley , Une femme en jeu réalisé et interprété par Anna Kendrick  , Novocaine (film, 2025), avec Jack Quaid et Amber Midthunder , et Splitsville, mettant en vedette Dakota Johnson et Adria Arjona, qui a eu sa Première Mondiale au Festival de Cannes le 19 Mai, 2025 .  